# Enoplognatha mandibularis
Enoplognatha mandibularis is een spinnensoort in de taxonomische indeling van de kogelspinnen (Theridiidae).
Het dier behoort tot het geslacht Enoplognatha. De wetenschappelijke naam van de soort werd voor het eerst geldig gepubliceerd in 1846 door Hippolyte Lucas.
De soort komt vooral voor in het Middellandse Zeegebied, Noord-Afrika en Turkije en tot in Centraal-Azië. In 2022 en 2023 werd de soort voor het eerst bevestigd waargenomen in België en Nederland, aan de kust. Voorheen was de soort ook al waargenomen in Noord-Frankrijk.
Mannetjes hebben een lengte van 2,2 tot 6 millimeter, vrouwtjes van 2,4 tot 8.